# Canton de Fauville-en-Caux
Pour les articles homonymes, voir Fauville.

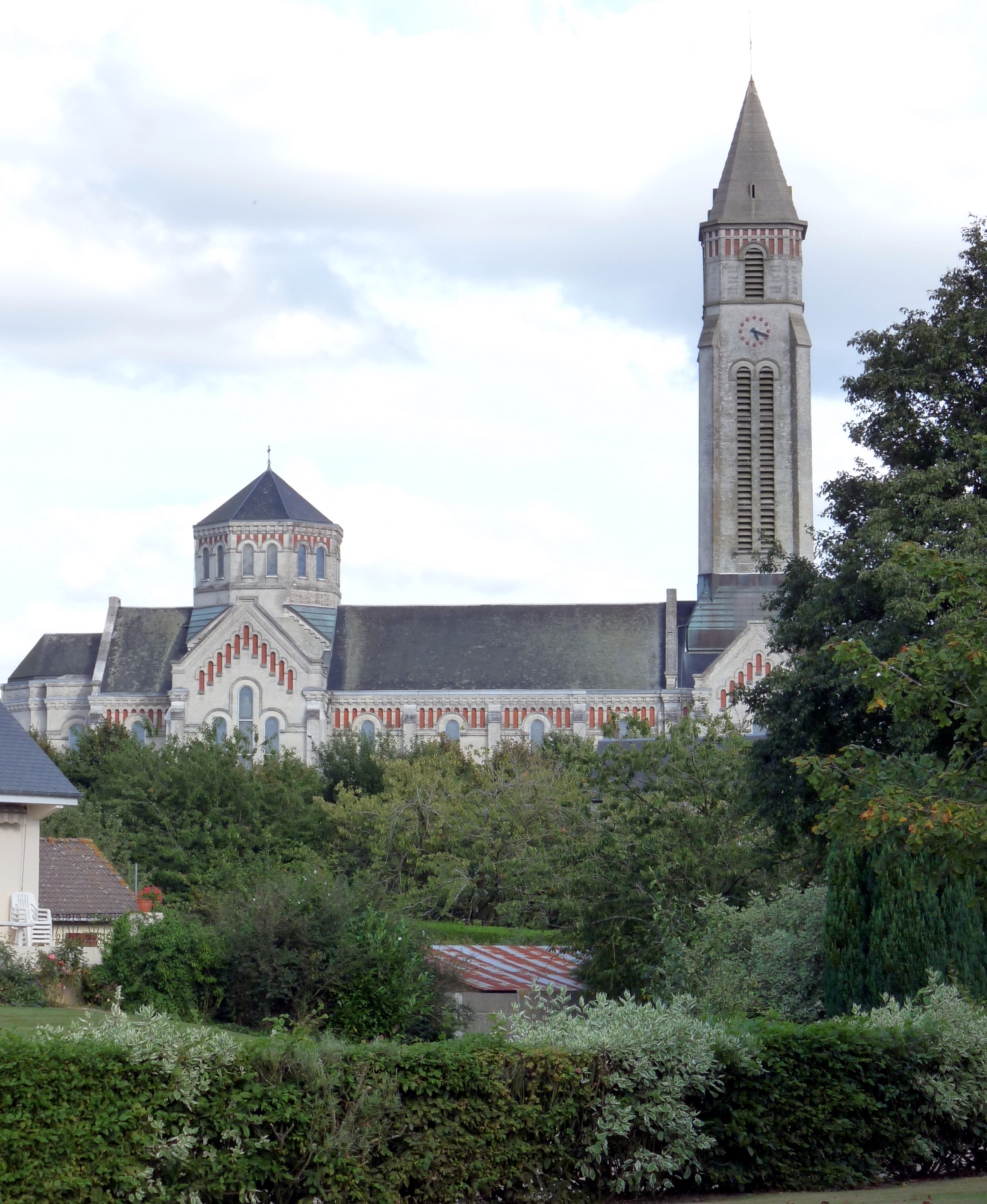
Canton de Fauville-en-Caux

Le canton de Fauville-en-Caux est une ancienne division administrative française située dans le département de la Seine-Maritime et la région Haute-Normandie.

## Géographie
Ce canton était organisé autour de Fauville-en-Caux dans l'arrondissement du Havre. Son altitude variait de 70 m (Cliponville) à 153 m (Alvimare) pour une altitude moyenne de 129 m.

## Représentation

### Conseillers généraux de 1833 à 2015
- De 1833 à 1848, les cantons de Fauville et de Valmont avaient le même conseiller général. Le nombre de conseillers généraux était limité à 30 par département[1].

| Période | Période          | Identité                                       | Étiquette                       | Qualité |
| ------- | ---------------- | ---------------------------------------------- | ------------------------------- | --- |
| 1833    | 1835 (démission) | Nicolas-Anthime Dussaussay                     |                                 | Maire de Theuville |
| 1835    | 1836 (démission) | Charles François Raoul Deschamps de Boishébert |                                 | Maire de Cliponville, conseiller d'arrondissement |
| 1836    | 1842             | Eugène Aroux (1793-1859)                       | Indépendant                     | Avocat à Rouen Député (1831-1837) |
| 1842    | 1848             | Charles Marie Léonard Cousture                 | Majorité ministérielle          | Avocat à Yvetot Député (1842-1848) |
| 1848    | 1852             | Émar Langlois d'Escalles                       |                                 | Inspecteur des établissements de bienfaisance Propriétaire, maire de Cliponville |
| 1852    | 1876 (décès)     | Augustin Buisson                               | Bonapartiste puis Centre gauche | Avocat à Yvetot Député (1869-1870, 1871-1876) |
| 1877    | 1888             | Charles Sénateur Olivier (1822-1899)           | Droite monarchiste              | Propriétaire et notaire à Fauville-en-Caux |
| 1888    | 1894 (décès)     | Fuscien Ligois                                 |                                 | Notaire, maire de Fauville-en-Caux |
| 1894    | 1907 (décès)     | Paul Guillebert                                | Républicain                     | Maire de Fauville-en-Caux |
| 1907    | 1913             | Gaston Houlier                                 | Républicain                     | Notaire à Fauville-en-Caux |
| 1913    | 1919             | Henri Leseul                                   | Républicain Progressiste        | Maire de Fauville-en-Caux |
| 1919    | 1925             | Gaston Houlier                                 | URD                             | Maire de Fauville-en-Caux |
| 1925    | 1940             | Jules Couture                                  | FR                              | Agriculteur Adjoint au Maire de Sainte-Marguerite-sur-Fauville puis Conseiller municipal de Saint-Pierre-Lavis, conseiller d'arrondissement Nommé membre du Conseil départemental en 1943 |
|         |                  |                                                |                                 | |
| 1945    | 1949             | Moïse Levasseur (1898-1975)                    | Rad.                            | Huissier à Fauville-en-Caux |
| 1949    | 1958             | Albert Thélu (1886-1974)                       | RPF puis RS puis UNR puis UDR   | Vétérinaire à Fauville-en-Caux Propriétaire à Ouville-la-Rivière |
| 1958    | 1967             | Bernard Thélu (fils du précédent)              | UDR                             | Vétérinaire Maire de Fauville-en-Caux (1965-1995) Suppléant du député Georges Delatre |
| 1967    | 1992             | Michel Poimbœuf                                | Rad. puis MRG                   | Négociant en grains Conseiller municipal de Yébleron |
| 1992    | 2015             | Jean-François Mayer                            | DVG                             | Référent à la Direction Régionale de la Jeunesse et des Sports Ancien conseiller de Frédérique Bredin Maire d'Hattenville Vice-Président du Conseil Général                               |

### Conseillers d'arrondissement (de 1833 à 1940)
| Période                                  | Période | Identité                                       | Étiquette             | Qualité |
| ---------------------------------------- | ------- | ---------------------------------------------- | --------------------- | --- |
| 1833                                     | 1835    | Charles François Raoul Deschamps de Boishébert |                       | Maire de Cliponville                                                                                        |
| 1836                                     | 1864    | Pierre Isidor Manoury                          | Bonapartiste          | Manufacturier à Toutainville (Eure)                                                                         |
| 1864                                     | 1874    | M. Lainé                                       |                       | Propriétaire à Fauville                                                                                     |
| 1874                                     | 1898    | M. Marcotte                                    | Monarchiste           | |
| 1898                                     | 1919    | Émile Chedru                                   | Républicain puis Rad. | Agriculteur à Foucart                                                                                       |
| 1919                                     | 1922    | Alphonse Beuzeboc                              | Républicain           | Maire d'Hattenville                                                                                         |
| 1922                                     | 1925    | Jules Couture                                  | FR                    | Agriculteur, adjoint au Maire de Sainte-Marguerite-sur-Fauville                                             |
| 1925                                     | 1934    | M. Fouache                                     | Rad.                  | |
| 1934                                     | 1940    | Gaston Sanson                                  | Union nationale       | Notaire, maire de Fauville-en-Caux                                                                          |
| 1940                                     |         |                                                |                       | Les conseils d'arrondissement ont été suspendus par la loi du 12 octobre 1940 et n'ont jamais été réactivés |
| Les données manquantes sont à compléter. |         |                                                |                       | |

## Composition
Le canton de Fauville-en-Caux regroupait 18 communes et comptait 8 029 habitants (recensement de 1999 sans doubles comptes).
| Communes                       | Population (2012) | Code postal | Code Insee |
| ------------------------------ | ----------------- | ----------- | ---------- |
| Alvimare                       | 462               | 76640       | 76002      |
| Auzouville-Auberbosc           | 258               | 76640       | 76044      |
| Bennetot                       | 127               | 76640       | 76078      |
| Bermonville                    | 371               | 76640       | 76080      |
| Cléville                       | 169               | 76640       | 76181      |
| Cliponville                    | 245               | 76640       | 76182      |
| Envronville                    | 333               | 76640       | 76236      |
| Fauville-en-Caux               | 1 937             | 76640       | 76258      |
| Foucart                        | 318               | 76640       | 76279      |
| Hattenville                    | 552               | 76640       | 76342      |
| Hautot-le-Vatois               | 268               | 76190       | 76347      |
| Normanville                    | 589               | 76640       | 76470      |
| Ricarville                     | 306               | 76640       | 76525      |
| Rocquefort                     | 270               | 76640       | 76531      |
| Sainte-Marguerite-sur-Fauville | 264               | 76640       | 76607      |
| Saint-Pierre-Lavis             | 128               | 76640       | 76639      |
| Trémauville                    | 89                | 76640       | 76710      |
| Yébleron                       | 1 343             | 76640       | 76751      |

## Démographie
| 1962  | 1968  | 1975  | 1982  | 1990  | 1999  | 2009  |
| ----- | ----- | ----- | ----- | ----- | ----- | ----- |
| 5 761 | 6 173 | 6 191 | 6 896 | 7 602 | 8 029 | 8 776 |